# Corneliu Coposu
 
Corneliu Coposu   (Bobota, 20 de maig de 1914 - Bucarest, 11 de novembre de 1995), també conegut com a Cornel Coposu (en romanès: [korˈnelju koˈposu]) va ser un polític romanès demòcrata i liberal conservador, fundador del Partit Nacional Camperol Demòcrata Cristià (romanès: Partidul Național Țărănesc Creștin Democrat), el fundador de la Convenció Democràtica romanès: Convenția Democratică (en), i un detingut polític durant el règim comunista. El seu mentor polític va ser Iuliu Maniu (1873–1953), fundador del Partit Nacional Camperol (PNȚ), l'organització política més important del període d'entreguerres. Va estudiar dret i va treballar com a periodista.

## Biografia

### Primers anys de vida
Corneliu Coposu va néixer a Bobota, Districte de Sălaj, en aquest moment en Àustria-Hongria (ara en Romania), a la romanesa grecocatólica arxipreste Valentin Coposu (17 novembre 1886 fins a juliol 28, 1941) i la seva esposa Aurelia Coposu (de soltera Anceanu, ella mateixa filla de l'arxipreste grecocatòlic romanès Iuliu Anceanu). Corneliu va tenir quatre germanes: Cornelia (1911–1988), Doina (1922–1990), Flavia Bălescu (n. 1924) i Rodica (n. 1932).
Ell també era un membre devot de l'església i es va unir al Partit Nacional Romanès (PNR), un grup dominat per polítics greco-catòlics: Gheorghe Pop de Băsești era un conegut de la família Coposu i Alexandru Vaida-Voevod era parent de Corneliu. La part materna de Coposu.
Després d'estudiar Dret i Economia a la Universitat de Cluj (1930–1934), es va dedicar a la política local amb el successor directe del PNR, el Partit Nacional Camperol (PNŢ), i va treballar com a periodista; va escriure per a România Nouă, editat per Zaharia Boilă, Mesajul (Zalău), Unirea (Blaj). Esdevingué el secretari privat de Iuliu Maniu, líder del PNR i PNŢ, que havia estat un actor principal en la unió de Transsilvània amb Romania (1918), i com a cap del Consell Directori de Transsilvània. Coposu va escriure detalladament sobre aquesta experiència al seu “diari secret”, descobert després de l'enfonsament del comunisme i publicat el 2014.

### Segona Guerra Mundial
Acusat de propaganda contra el Front Nacional de Renaixement (Frontul Renașterii Naționale), Coposu va ser enviat a un domicili forçat a Bobota. Després del Segon Premi de Viena d'agost de 1940, quan Romania es va veure obligada a cedir el nord de Transsilvània a Hongria, Coposu es va traslladar a Bucarest. Esdevé el secretari polític de Maniu, el líder de l'oposició clandestina al mariscal Ion Antonescu, i el líder de la resistència antinazi a Romania. Maniu va ser contactat per representants de les autoritats britàniques, i Coposu era un dels seus ajudants de confiança; el grup va mantenir contactes entre els polítics romanesos que negociaven la sortida del país de l'aliança amb les potències de l'Eix, per tal d'unir -se a l'Aliança antinazi (EUA, Regne Unit, URSS) (una alternativa mantinguda pel govern Antonescu). En el seu “diari secret”, Coposu va explicar el paper d'Iuliu Maniu com a principal organitzador del cop d'estat contra Antonescu.
El 1945, després del cop reial contra el règim Antonescu, Coposu esdevingué secretari adjunt del PNȚ i, després de la reintegració de Transsilvània del Nord, delegat del partit a la direcció dels òrgans administratius provisionals. També va ser actiu en l'organització del partit com a principal oposició al Partit Comunista i al gabinet de Petru Groza abans de les eleccions generals de 1946.

### Persecució comunista
El règim comunista establert i controlat pels soviètics, el va arrestar el 14 de juliol de 1947, juntament amb tota la direcció del Partit Nacional Camperol, després que presumptament alguns dels dirigents del partit havien intentat fugir del país en un avió aterrat a Tămădău (vegeu Afer Tămădău). El seu mentor, Iuliu Maniu, el líder NPP, l'organització política més important de Romania, va rebre una cadena perpètua en un judici espectacle. Maniu va morir l'any 1953, a la infame presó de Sighet, però el seu certificat de defunció va ser emès només vuit anys més tard. Coposu va ser empresonat sense judici durant nou anys, ja que tots els càrrecs que se li van presentar van ser desestimats per manca de proves. Coposu va atestiguar més tard que el seu empresonament, imposat pels funcionaris soviètics que supervisaven la Securitate, es trobava entre els que van provocar un revulsiu en els nivells més alts del Partit Comunista. Belu Zilber, un comunista que va ser depurat juntament amb Lucreţiu Pătrăşcanu, li va dir més tard que la destacada política del partit Ana Pauker s'havia oposat sense èxit al moviment davant de Gheorghe Gheorghiu-Dej.
El 1956, Coposu va ser condemnat a cadena perpètua per "traïció a la classe obrera " i "delicte contra les reformes socials". L'abril de 1964, va ser alliberat després de 15 anys de detenció i 2 anys de residència forçada a Rubla (Comtat de Brăila), després d'haver passat, en total, 17 anys d'empresonament en 17 notoris centres de detenció i treballs forçats associats al règim comunista, incloent la presó de Sighet, la presó de Gherla, Jilava, la presó de Râmnicu Sărat, la presó de Pitești i el canal Danubi-Mar Negre (on va ser empresonat amb el seu amic i col·laborador Șerban Ghica).
Coposu va declarar després haver estat impressionat per les profundes cicatrius que la col·lectivització havia deixat al país, així com per la resiliència dels deportats de Rubla (vegeu les deportacions de Bărăgan) - "Comerciaven amb verdures que havien cultivat ells mateixos mentre que els locals no podien ser. convençut que aquests podrien créixer al Bărăgan ". A la dècada de 1990, durant els debats sobre el nombre total de víctimes del règim comunista entre 1947 i 1964, Coposu va parlar de 282.000 detencions i 190.000 morts sota presó.
Després del seu alliberament, Coposu va començar a treballar com a treballador no qualificat en diverses obres de construcció (donada la seva condició d'antic pres, se li va denegar feina en qualsevol altre camp), i va ser sotmès a vigilància i interrogatori periòdic per part de la Securitat. Després de l'enfonsament del comunisme, Tudor Călin Zarojanu va publicar grans fragments de l'enorme expedient de Securitate sobre Corneliu Coposu, guardat durant dècades per la policia política comunista secreta
La seva dona Arlette també va ser processada l'any 1950 durant un judici per espionatge manipulat, i va morir el 1966, poc després de la seva llibertat, d'una malaltia contreta a la presó.

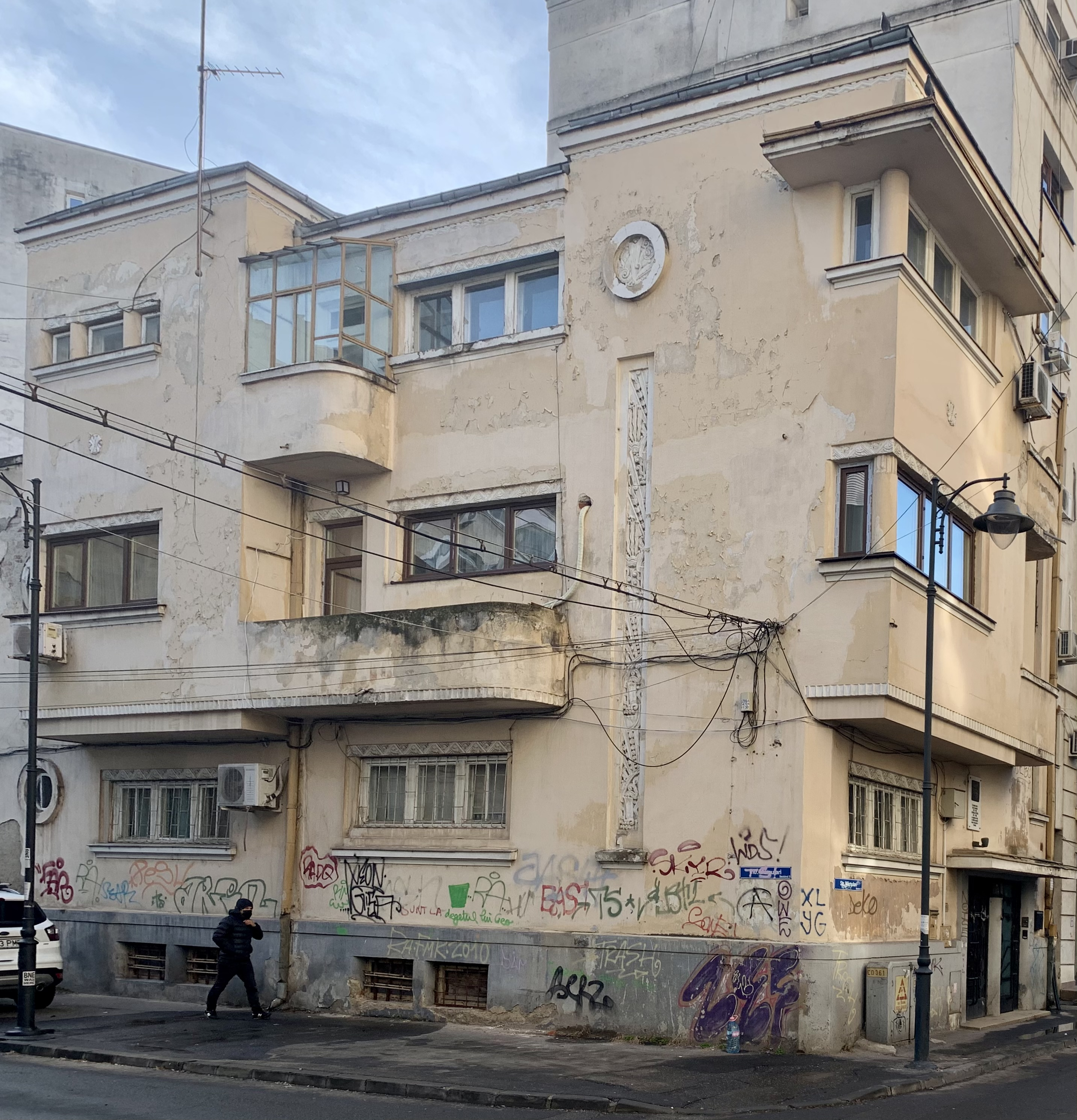
El bloc Art Déco en el qual Corneliu Coposu ha viscut entre 1975 i 1995, Strada Mămulari núm. 19 (Bucarest, no gaire lluny de la plaça de la Unificació)

Coposu va aconseguir mantenir el contacte amb els simpatitzants del PNȚ i va restablir el partit com a grup clandestí durant la dècada de 1980, alhora que va imposar la seva afiliació a la Democràcia Cristiana i la Internacional Demòcrata Cristiana.

### El postcomunisme
El 22 de desembre de 1989 (durant la Revolució Romanesa), ell i membres destacats del partit van publicar un manifest que confirmava l'entrada en legalitat del PNŢ, sota el nom de Partit Nacional Camperol Democràtic Cristiano (PNȚ-CD).
Durant la resta de la seva vida, Coposu va ser la veu principal de l'oposició al Front de Salvació Nacional (a partir de 1992, el Front Democràtic de Salvació Nacional). Present a la seu del seu partit, va ser objectiu durant la Mineriade de gener de 1990 (la primera de les Mineriades) el 28 de gener de 1990. El primer ministre, Petre Roman, es va dirigir a la turba enfadada que volia linxar Coposu i la resta de líders de l'oposició democràtica, fent veure que mediaria el conflicte. En un intent de crear una semblança entre com el dictador Ceaușescu va sortir del vehicle blindat abans del seu judici i la fugida de Coposu, amb el pretext de protegir Coposu de la multitud enfadada, Roman va encarregar un vehicle blindat per portar-lo a la seu de la Televisió Nacional Romanesa. on Roman va prometre a Coposu que podria fer una declaració que s'emetria més tard aquell dia. La declaració es va gravar però no es va emetre. No es va trobar mai cap còpia de l'enregistrament als arxius.
Coposu va agrupar amb èxit diverses organitzacions a la Convenció Democràtica Romanesa (CDR), de la qual va ser el líder entre 1991 i 1993. Va ser elegit al Senat de Romania a les eleccions generals de 1992. El 1995, el govern de França li va concedir el Gran Oficial de la Légion d'Honneur durant una cerimònia a Bucarest.
Sobre l'elecció d'Emil Constantinescu com a candidat del CDR a la presidència el 1992, Coposu va afirmar: "El candidat va ser escollit de manera absolutament democràtica. El nomenament del candidat de la Convenció Democràtica al càrrec de president del país es va fer d'acord amb les normes democràtiques més autèntiques. Els cinc candidats tenien la talla moral i el prestigi per honrar la magistratura més alta del país. Nosaltres, la Convenció Democràtica, desitgem que l'únic candidat, elegit pel vot dels 67 principals electors presidencials, tingui èxit en les eleccions i assoleixi el seu primer objectiu, que és l'erradicació del comunisme a Romania."

## Mort

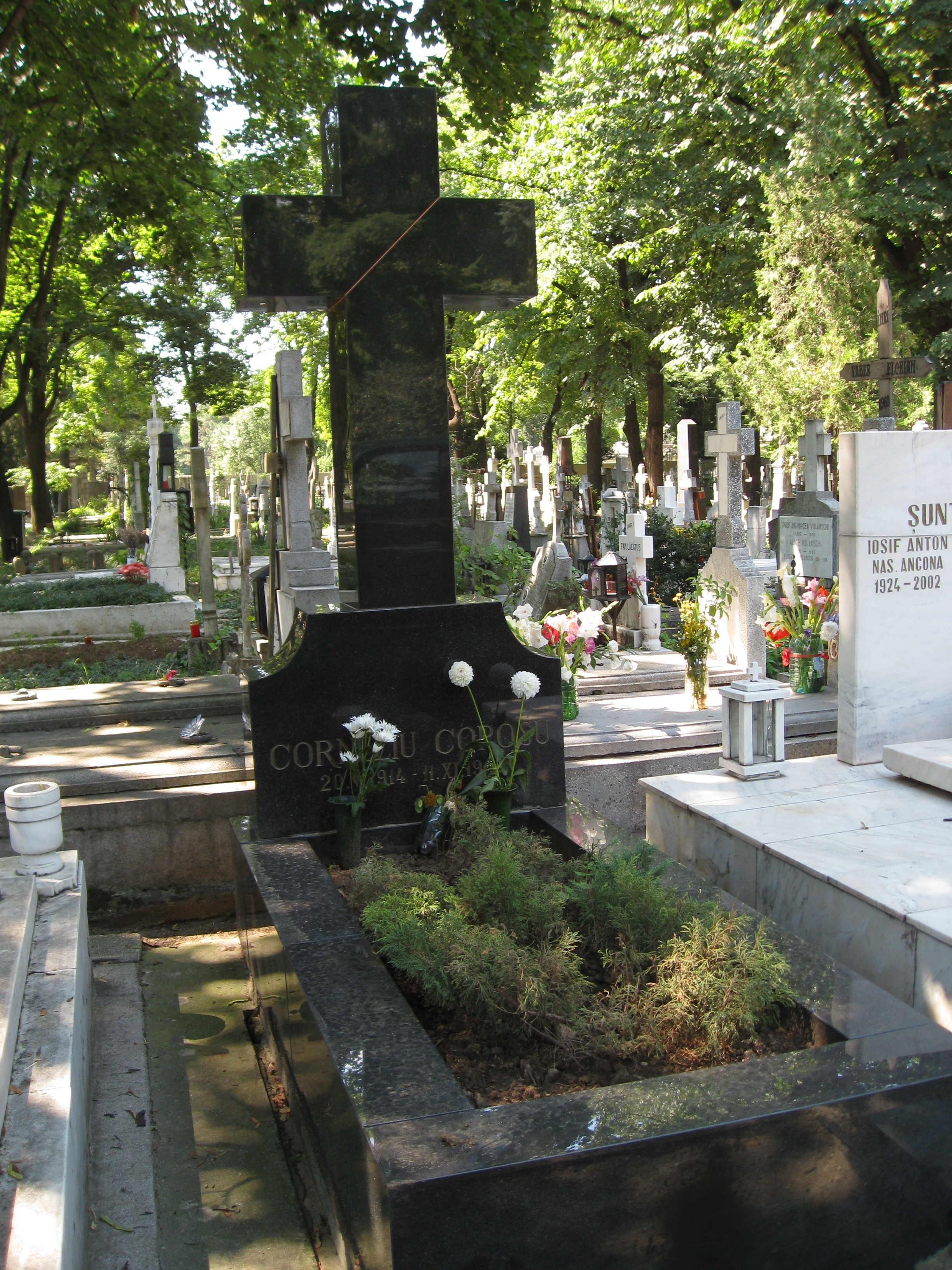
La seva tomba al Cementiri Catòlic de Bellu

Va morir a Bucarest mentre estava sotmès a tractament per un càncer de pulmó. Unes 100.000 persones van assistir al seu funeral tres dies després. Va ser enterrat a la secció catòlica del cementiri de Bellu.
Una de les principals vies de la capital ara porta el seu nom. Un bust de Coposu ara es troba al costat de l'església de Kretzulescu, a la plaça de la Revolució.
En una enquesta de 2006 realitzada per la Televisió Romanesa per identificar els "més grans romanesos de tots els temps", Coposu va ocupar el lloc 39.